# 왠지 모르게
《LISTEN 002 왠지 모르게》는 대한민국의 가수 장수빈의 디지털 싱글이다. 2016년 12월 12일에 발매되었다. 대한민국의 기획사 미스틱엔터테인먼트의 음악 플랫폼 LISTEN을 통해 발매되었다.

## 제작
장수빈은 미스틱 엔터테인먼트와의 계약 후 Y.E.T라는 예명으로 대한민국의 가수 윤종신의 디지털 싱글 《2015 월간 윤종신 11월호》의 가창자로 참여하였다. 이후 장수빈은 미스틱 엔터테인먼트의 연습생으로 지낸 뒤, 음악 플랫폼 LISTEN의 모토인 '아직 데뷔하지 않았지만 실력 있는 신인들의 음악, 목소리 자체를 들려주고자 한다.'에 따라 음악 플랫폼 LISTEN의 두 번째 주자로 선정되어 공식 데뷔 전 싱글을 발매하게 되었다. 이 음반을 시작으로 장수빈은 예명을 사용하지 않고 자신의 본명을 활동명으로 사용하였다. 장수빈은 대한민국의 가수 배슬기의 정규 앨범 《Flying》의 수록곡인 〈왠지 모르게〉의 프로듀서 정석원이 재편곡한 리메이크 곡을 타이틀곡으로 수록하여 디지털 싱글을 발매하였다.

## 트랙 리스트
| #  | 제목            | 작사   | 작곡           | 편곡   | 재생 시간 |
| -- | --------------- | ------ | -------------- | ------ | --------- |
| 1. | 〈왠지 모르게〉 | 윤종신 | 윤종신, 이근호 | 정석원 | 4:15      |

## 평가
웨이브의 김세철은 "원곡보다 단단한 장수빈의 목소리는 복잡해진 곡의 정서와 어울리면서 가사 속 짝사랑하는 화자마저 조금은 덜 유약하게 만든다. 성공한 가창이며 성공한 리메이크다. 신인 가수를 궁금하게 만드는 게 목적이었다면 리슨 역시 성공한 기획인 셈이다."며 싱글을 평가하였다. 또한 "잊힌 노래와 새 목소리에 기회를 주려는 기획, 여러 경향을 끌어들여 근사하게 세공할 역량이 있다. 리슨의 미래에 대해서는 딱 '왠지 모르게'가 이룬 성취만큼의 기대를 품고 있다."며 미스틱 엔터테인먼트의 음악 플랫폼 LISTEN을 긍정적으로 평가하였다.

## 크레딧
- Computer Programming : 정석원
- Keyboard : 정석원
- Chorus : 장수빈

- Recorded by : 정재원
- Mixed by : 김일호(@STUDIO89)
- Mastered by : Stuart Hawkes(@METROPOLIS)